# Alison Baker
Alison Violet Baker (* 3. November 1921 in Melbourne als Alison Violet Burton; † 9. Juni 2014 in South Hobart) war eine australische Tennisspielerin.

## Karriere
Alison Burton gewann mit Joyce Wood in den Jahren 1938, 1939 und 1940 den Wettbewerb im Juniorinnendoppel der Australian Championships, die später in Australian Open umbenannt wurden. Ihren größten Erfolg feierte sie mit dem Einzug ins Doppelfinale der Australian Championships an der Seite von Mary Bevis Hawton im Jahr 1952. Das Finale verloren sie gegen ihre Gegnerinnen Nancye Wynne und Thelma Coyne Long.
Im Einzel erreichte sie bei den Australian Championships 1949 das Halbfinale, in dem sie gegen Doris Hart verlor, und 1952 das Viertelfinale, in dem sie von Nancye Wynne besiegt wurde.

## Persönliches
Alison Burton wurde in Melbourne geboren und wuchs dort auf. Nach ihrem Schulabschluss studierte sie an der Universität Melbourne, wo sie 1941 mit dem Tennis blue ausgezeichnet wurde. Am 17. September 1946 heiratete sie den Tennisspieler und späteren Politiker Robert Baker, der später einen Sitz im Tasmanian House of Assembly innehatte, in der Kapelle des Lincoln Colleges in Oxford.
Gemeinsam mit ihrem Mann ging Alison Baker in seine Heimat, Tasmanien, und sie lebten in Hobart. Ihre gemeinsame Tochter Barbara Baker wurde 2021 als 29. Gouverneurin Tasmaniens vereidigt.
Baker starb 2014 in South Hobart.

## Finalteilnahmen bei Grand-Slam-Turnieren

### Doppel
| Nr. | Datum           | Turnier                  | Belag | Partnerin   | Finalgegnerinnen          | Ergebnis |
| --- | --------------- | ------------------------ | ----- | ----------- | ------------------------- | -------- |
| 1.  | 28. Januar 1952 | Australian Championships | Rasen | Mary Hawton | Thelma Long Nancye Bolton | 1:6, 1:6 |